# Campeonato Sudamericano Sub-20 de 1981
El Campeonato Sudamericano Sub-20 de 1981, se llevó a cabo entre el 15 de febrero y el 8 de marzo en Ecuador, concretamente en las ciudades de Quito y Guayaquil. Las selecciones de Uruguay, Brasil y Argentina clasificaron al mundial de la categoría celebrado en Australia ese mismo año. El torneo se disputó en Quito y Guayaquil. El equipo de Perú renunció a participar debido al Conflicto del Falso Paquisha.

## Equipos participantes
Participaron en el torneo los equipos representativos 9 de las asociaciones nacionales afiliadas a la Confederación Sudamericana de Fútbol:
| Equipos participantes | Equipos participantes | Equipos participantes |
| --------------------- | --------------------- | --------------------- |
| Argentina             | Bolivia               | Brasil                |
| Colombia              | Chile                 | Ecuador               |
| Paraguay              | Uruguay               | Venezuela             |

## Fechas y resultados
Los 9 equipos participantes en la primera fase se dividieron en dos grupos. Luego de una liguilla simple (a una sola rueda de partidos), pasaron a segunda ronda los equipos que ocuparon las posiciones primera, segunda de cada grupo.
En caso de empate en puntos en cualquiera de las posiciones, la clasificación se determina siguiendo en orden los siguientes criterios:
- Diferencia de goles.
- Cantidad de goles marcados.
- El resultado del partido jugado entre los empatados.
- Por sorteo.

### Grupo A
| Equipo   | Pts. | PJ | PG | PE | PP | GF | GC | Dif |
| -------- | ---- | -- | -- | -- | -- | -- | -- | --- |
| Uruguay  | 5    | 4  | 2  | 1  | 1  | 8  | 5  | 3   |
| Bolivia  | 5    | 4  | 1  | 3  | 0  | 4  | 3  | 1   |
| Ecuador  | 4    | 4  | 1  | 2  | 1  | 7  | 6  | 1   |
| Paraguay | 4    | 4  | 1  | 2  | 1  | 6  | 6  | 0   |
| Colombia | 2    | 4  | 0  | 2  | 2  | 3  | 8  | -5  |

| 15 de febrero de 1981 | Colombia | 1:1 | Paraguay | Estadio olímpico Atahualpa, Quito               |                                                 |
|                       | Hernan Torres; Pablo Jaramillo, Federico Valencia, Jose Luis Leon (Juan Carlos Abello), Carlos Mario Hoyos; Heriberto Niño, Henry Otero, Carlos Valderrama (Armando Osma (79)); Luis Montaño, Juan Jairo Galeano, Emilio Barraza; |     | Jacinto Rodríguez; Pedro Garay, Eligio Torres, Hugo Caballero, Carlos Morales; Oscar Jimenez, Rolando Chilavert (Julio Zarate), Gustavo Bobadilla (Luis Avente); Luis Ferreira (57), Eulalio Alberto Mora, Ramon Angel Hicks | Árbitro(s): Gaston Edmundo Castro Makuc (Chile) | Árbitro(s): Gaston Edmundo Castro Makuc (Chile) |

| 15 de febrero de 1981 | Bolivia | 1:1 | Uruguay | Estadio olímpico Atahualpa, Quito            |                                              |
|                       | Eduardo Terrazas; Nestor Vaca, Roberto Perez, Miguel Ángel Noro, Eduardo Velásquez; Luis Enrique Padilla, Miguel Mercado (Luis Leigue), Edgar Castillo; Wilson Pereira, Augusto Guillen (51), Wilson Ávila; |     | Javier Zeoli; Jose Batista, Eduardo Linaris, Santiago Ostolaza, Carlos Melian; Pedro Pedrucci (Javier Lopez Báez), Carlos Berrueta (33) (Nelson Gutierrez), Mario Calero; Jorge Da Silva, Jorge Villazan, Alexis Noble | Árbitro(s): Antonio Marquez Ramirez (México) | Árbitro(s): Antonio Marquez Ramirez (México) |

| 18 de febrero de 1981 | Paraguay | 1:2 | Bolivia | ?, ? |  |

| 18 de febrero de 1981 | Ecuador | 3:1 | Colombia | ?, ? |  |

| 20 de febrero de 1981 | Bolivia | 1:1 | Ecuador | ?, ? |  |

| 20 de febrero de 1981 | Uruguay         | 1:2 | Paraguay | ?, ? |  |
|                       | Gustavo Ancheta |     |          |      |  |

| 22 de febrero de 1981 | Ecuador | 1:2 | Uruguay                         | ?, ? |  |
|                       |         |     | Enzo Francescoli · Alexis Noble |      |  |

| 22 de febrero de 1981 | Colombia | 0:0 | Bolivia | ?, ? |  |

| 25 de febrero de 1981 | Uruguay                                        | 4:1 | Colombia | ?, ? |  |
|                       | Enzo Francescoli · Alexis Noble · José Batista |     |          |      |  |

| 25 de febrero de 1981 | Paraguay | 2:2 | Ecuador | ?, ? |  |

### Grupo B
| Equipo    | Pts. | PJ | PG | PE | PP | GF | GC | Dif |
| --------- | ---- | -- | -- | -- | -- | -- | -- | --- |
| Argentina | 5    | 3  | 2  | 1  | 0  | 7  | 2  | 5   |
| Brasil    | 5    | 3  | 2  | 1  | 0  | 7  | 2  | 5   |
| Chile     | 2    | 3  | 1  | 0  | 2  | 5  | 4  | 1   |
| Venezuela | 0    | 3  | 0  | 0  | 3  | 1  | 12 | -11 |

| 15 de febrero de 1981 | Argentina | 3:1 | Chile | ?, ? |  |

| 17 de febrero de 1981 | Brasil                                     | 5:1 | Venezuela        | ?, ? |  |
|                       | Baia 11' 67' · Zizinho 44' 57' · Frank 57' |     | Lino Capasso 67' |      |  |

| 19 de febrero de 1981 | Argentina                                | 3:0 | Venezuela | ?, ? |  |
|                       | Spíndola 42' · Rinaldi 54' · Ruggeri 71' |     |           |      |  |

| 22 de febrero de 1981 | Brasil | 1:0 | Chile | ?, ? |  |

| 26 de febrero de 1981 | Chile                                | 4:0 | Venezuela | ?, ? |  |
|                       | Garrido 1' 4' · Vera 18' · Múñoz 20' |     |           |      |  |

| 26 de febrero de 1981 | Brasil | 1:1 | Argentina | ?, ? |  |

### Fase final
| Equipo        | Pts. | PJ | PG | PE | PP | GF | GC | Dif |
| ------------- | ---- | -- | -- | -- | -- | -- | -- | --- |
| Uruguay       | 6    | 3  | 3  | 0  | 0  | 9  | 3  | 6   |
| Brasil        | 3    | 3  | 1  | 1  | 1  | 6  | 3  | 3   |
| Argentina (*) | 2    | 3  | 1  | 0  | 2  | 4  | 10 | -6  |
| Bolivia       | 1    | 3  | 0  | 1  | 2  | 3  | 6  | -3  |

| (*) Argentina tuvo que jugar por un cupo con los ganadores de la sección oceánica (Nueva Zelanda) e Israel, a los cuales derrotó. |

| 1 de marzo de 1981 | Argentina | 3:1 | Bolivia | ?, ? |  |

| 1 de marzo de 1981 | Uruguay                                   | 2:1 | Brasil | ?, ? |  |
|                    | Jorge Orosman Da Silva · Enzo Francescoli |     |        |      |  |

| 5 de marzo de 1981 | Brasil | 4:0 | Argentina | ?, ? |  |

| 5 de marzo de 1981 | Uruguay                                 | 2:1 | Bolivia | ?, ? |  |
|                    | Jorge Orosman Da Silva · Jorge Villazán |     |         |      |  |

| 8 de marzo de 1981 | Brasil | 1:1 | Bolivia | ?, ? |  |

| 8 de marzo de 1981 | Uruguay                                                                   | 5:1 | Argentina | ?, ? |  |
|                    | Jorge Orosman da Silva · Enzo Francescoli · Adolfo Barán · Jorge Villazán |     |           |      |  |

| Uruguay         |
| Campeón Uruguay |
| 7º título       |

## Cuadro Final
| # | Selección | Pts. | PJ | PG | PE | PP | GF | GC | Dif. |
| - | --------- | ---- | -- | -- | -- | -- | -- | -- | ---- |
| 1 | Uruguay   | 11   | 7  | 5  | 1  | 1  | 17 | 8  | 9    |
| 2 | Brasil    | 8    | 6  | 3  | 2  | 1  | 13 | 5  | 8    |
| 3 | Argentina | 7    | 6  | 3  | 1  | 2  | 11 | 12 | -1   |
| 4 | Bolivia   | 6    | 7  | 1  | 4  | 2  | 7  | 9  | -2   |
| 5 | Ecuador   | 4    | 4  | 1  | 2  | 1  | 7  | 6  | 1    |
| 6 | Paraguay  | 4    | 4  | 1  | 2  | 1  | 6  | 6  | 0    |
| 7 | Chile     | 2    | 3  | 1  | 0  | 2  | 5  | 4  | 1    |
| 8 | Colombia  | 2    | 4  | 0  | 2  | 2  | 3  | 8  | -5   |
| 9 | Venezuela | 0    | 3  | 0  | 0  | 3  | 1  | 12 | -11  |

## Clasificados alMundial Sub-20 Australia 1981
| Uruguay | Brasil | Argentina |
| ------- | ------ | --------- |